# منتخب إستونيا تحت 23 سنة لكرة القدم
منتخب إستونيا تحت 23 سنة لكرة القدم (بالإستونية: Eesti U-23 jalgpallikoondis)‏ هو ممثل إستونيا الرسمي في المنافسات الدولية في كرة القدم في فئة كرة قدم تحت 23 سنة للرجال، يديريه اتحاد إستونيا لكرة القدم.